# Supersypnoides peralba
Supersypnoides peralba är en fjärilsart som beskrevs av Emilio Berio 1958. Supersypnoides peralba ingår i släktet Supersypnoides och familjen nattflyn. Inga underarter finns listade i Catalogue of Life.